# Tsubasa Kasayanagi
Tsubasa Kasayanagi (japanisch 笠柳 翼 Kasayanagi Tsubasa; * 24. Juni 2003 in der Präfektur Kanagawa) ist ein japanischer Fußballspieler.

## Karriere
Tsubasa Kasayanagi erlernte das Fußballspielen in der Schulmannschaft der Maebashi Ikuei High School. Seinen ersten Vertrag unterschrieb er am 1. Februar 2022 bei V-Varen Nagasaki. Der Verein aus Nagasaki, einer Stadt in der Präfektur Nagasaki, spielt in der zweiten japanischen Liga. Sein Zweitligadebüt gab Tsubasa Kasayanagi am 26. März 2022 (6. Spieltag) im Heimspiel gegen Zweigen Kanazawa. Hier wurde er in der 80. Minute für Takashi Sawada eingewechselt. Zweigen gewann das Spiel durch ein Tor von Kyōhei Sugiura mit 1:0.